# معايير سنتور
معايير سنتور هي مجموعةٌ من المعايير التي يمكن استخدامها لتحديد احتمالية الإصابة بعدوًى بكتيرية لدى المرضى البالغين الذين يشكون من التهاب الحلق. طُورت كطريقةٍ للتشخيص السريع لوجود عدوى بالمكورات العقدية من المجموعة A أو تشخيص التهاب البلعوم بالعقديات في المرضى البالغين الذين قدموا إلى غرفة الطوارئ بالحضر يشكون من التهابٍ في الحلق.

## المعايير
يُقيّم المرضى اعتمادًا على أربعة معاييرٍ، مع إضافة نقطة واحدة لكل معيارٍ إيجابي:
- قلة السعال
- نضحات من اللوزتين
- تاريخٌ لحدوث الحمى
- تضخم العقد اللمفية الرقبية الأمامية وتكون مؤلمة

تتضمن معايير سنتور المعدلة أيضًا عمر المريض:
- أقل من 15 سنة، أضف نقطة واحدة
- العمر فوق 44، اطرح نقطة واحدة